# Lights and Shadows
Lights and Shadowsは、石井一孝のMon STARS関連ミニ・アルバム。『HEART & SOUL CAFE 〜Reborn』と同日発売。

## 収録曲
1. The Theme of Mon STARS
作詞：Mon STARS
作曲：石井一孝
2. The Show Must Go On
クイーンのカバー
3. クリスタルの天使
ミュージカル「三銃士」より
4. ブイ・ドイ
ミュージカル「ミス・サイゴン」より
5. Lights and Shadows
作詞：森雪之丞
作曲：石井一孝
6. Bring Him Home
ミュージカル「レ・ミゼラブル」より